# وليام هامون
ويليام ماكدوال هامون (بالإنجليزية: William Hammon)‏ (19 سبتمبر 1904-1989) كان طبيبًا وباحثًا أمريكيًا، اشتهر بعمله في علاج شلل الأطفال.   عمل هامون في أوائل العشرينات من عمره وقبل أن يصبح طبيبا بحثيا لمدة أربع سنوات كمبشر طبي في الكونغو البلجيكية السابقة. بعد عودته، حصل على شهادته الجامعية من كلية أليغني عام 1932. أكمل تدريبه الطبي في مدرسة الطب بجامعة هارفارد عام 1936، ثم درس هامون مع عالم البكتريا هانز زينسر، وحصل على درجة الماجستير في الصحة العامة عام 1938، ودكتوراه في الفلسفة عام 1939. خلال هذه الفترة ، شارك هامون في اكتشاف أول لقاح ضد بانليكوبينيا القطط . 
حصل هامون علي وسام الحرية في عام 1946 من قبل الرئيس هاري ترومان . 